# Eulithis spinaciata
Eulithis spinaciata là một loài bướm đêm trong họ Geometridae.